# اعتلال الشبكية بحسب بيرتشر
اعتلال الشبكية بحسب بيرتشر  أو اعتلال بيرتشر (Purtscher retinopathy) هو شكل من أشكال اعتلال الشبكية. وينتج من تنشيط التتام والتراص لخلايا الدم الحمراء داخل الأوعية الشبكية. مما قد يهدد البصر ،  ويؤدي إلى العمى المؤقت أو الدائم.
وقد وصفت لأول مرة في عام 1910م و 1912م بوصفها متلازمة للعمى المفاجئ بعد إصابة الرأس . كما قد تترافق مع التهاب البنكرياس الحاد ، التهاب الأوعية الدموية ، و الانصمام من مثل مواد السائل الذي يحيط بالجنين والدهون. ويمكن أن يعالج بـ تريامسينولون في بعض الحالات.